# Ferdynand Habsburg (1571–1578)
Ferdynand Habsburg (ur. 4 grudnia 1571, zm. 18 października 1578) – syn Filipa II, króla Hiszpanii i Anny Habsburg.
Jego dziadkami ze strony matki byli Maksymilian II Habsburg i Maria Habsburg.
Kiedy Ferdynand się urodził, stał się proklamowanym księciem Asturii, ponieważ jego przyrodni brat – Don Carlos – zmarł trzy lata wcześniej. Ferdynand umarł w wieku sześciu lat, czyniąc swojego młodszego brata Diega księciem Asturii.